# 아돌프 마르보
아돌프 마르보(프랑스어: Adolphe Marbot, IPA: [adɔlf maʁbo], 1781년 3월 22일 ~ 1844년 6월 2일)는 프랑스의 장군이다. 본명은 앙투안 아돌프 마르슬랭 마르보(프랑스어: Antoine Adolphe Marcelin Marbot)이다. 그는 장군 장 앙투안 마르보(1754~1800)의 아들이었다. 그의 남동생 마르슬랭 마르보(1782~1854)도 장군이었다.

## 서훈
프랑스 제국
- 레지옹 도뇌르 훈장: 기사(1807년 1월 12일)

 프랑스 왕국
- 생루이 훈장: 기사(1814년 11월 5일)

 프랑스 왕국
- 레지옹 도뇌르 훈장: 장교(1831년 3월 21일)
- 레지옹 도뇌르 훈장: 사령관(1832년 6월 16일)

## 같이 보기
- 나폴레옹 전쟁
- 프랑스 제1제국
- 7월 왕정

## 참고 문헌
- Rabbe, Vieilh de Boisjolin, Sainte-Preuve, Biographie universelle et portative des contemporains ou Dictionnaire historique des hommes vivants et des hommes morts depuis 1788 jusqu'à nos jours: Marbot, Antoine Adolphe Marcelin, Levrault, Paris, 1834.
- Chisholm, Encyclopædia Britannica (11th ed.): Marbot, Antoine Adolphe Marcelin. Cambridge University Press, 1911.
- Marbot, Mémoires du Général Marbot. Plon et Nourrit, Paris, 1891.